# カリスペル

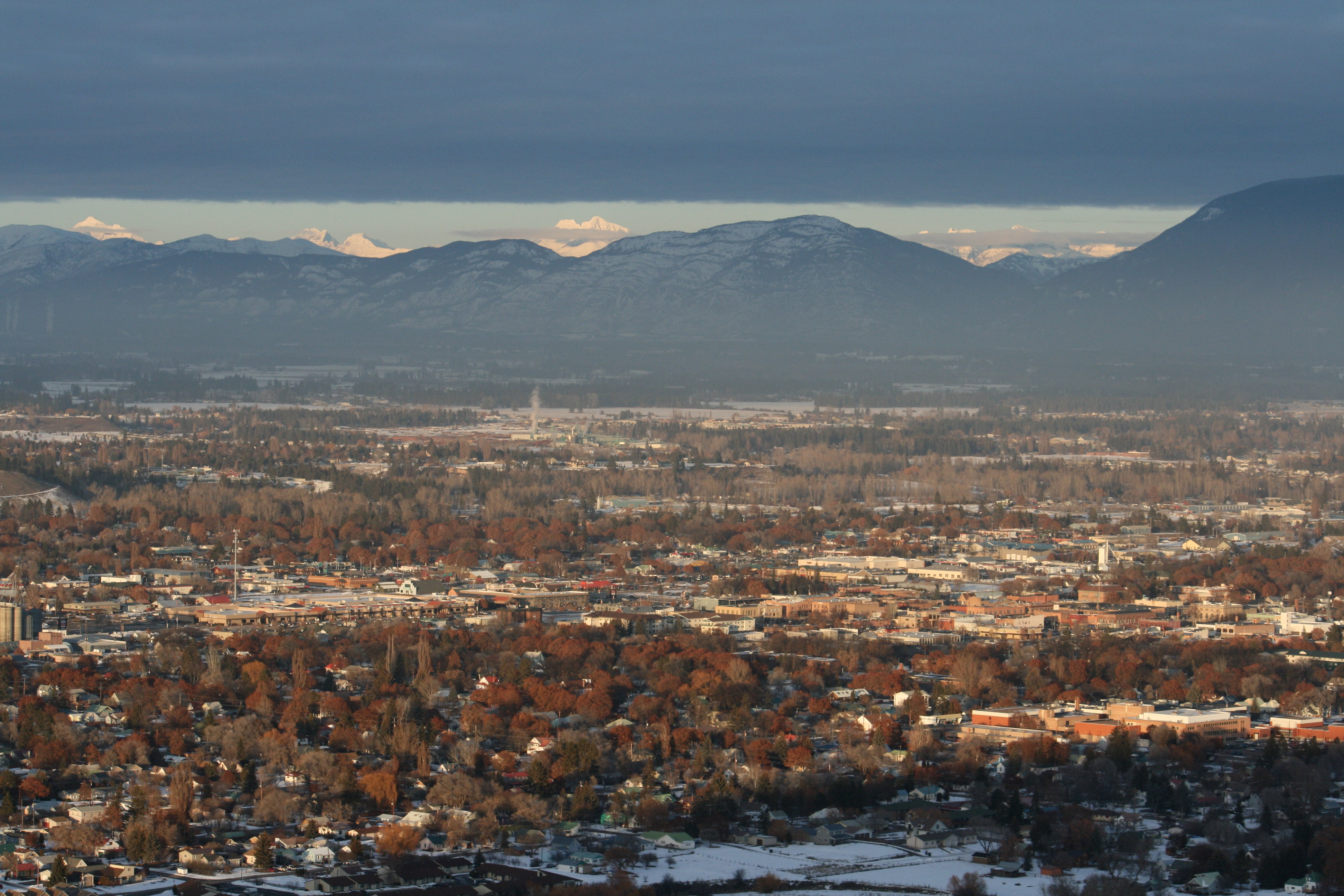
カリスペル遠望

カリスペル（英: Kalispell）は、アメリカ合衆国モンタナ州の都市。フラットヘッド郡の郡庁所在地である。人口は2万4558人（2020年国勢調査）。モンタナ州北西部の商業中心地。

## 地理

フラットヘッド郡内の位置

カリスペルは北緯48度11分52秒 西経114度18分58秒 / 北緯48.19778度 西経114.31611度に位置する。アメリカ合衆国国勢調査局のデータでは市の総面積は14.1km²。
市の北25キロメートルにホワイトフィッシュ、南11キロメートルにフラットヘッド湖（en:Flathead Lake）がある。

## 人口動勢
2000年国勢調査時で14,223人、6,142世帯、3,494家族が暮らしている。人口密度は1,005.8人/km² (2,605.7人/mi²)である。6,142世帯のうち28.9%は18歳未満の子供と暮らしており、42.0%は配偶者と暮らしている。11.2%は未婚の女性が世帯主。43.1%は家族と暮らしていない。全世帯の36.8%は一人暮らしでその内の15.1%は65歳以上。平均世帯人数は家族持ちでは2.21人、全体では2.92人。
全人口の24.0%が18歳未満、10.0%が18－24歳、26.8%が25－44歳、20.9%が45－64歳、18.3%が65歳以上。平均年齢は38歳。女性100人に対し男性87.7人。
この市の平均世帯収入は、$28,567で、平均家族収入は$36,554。男性は平均$29,431に対し女性は同$20,122である。1人あたりの平均収入は$16,224。10.1%の家族及び総人口の15.9%の収入は貧困線以下である。18歳未満の17.1%、65歳以上の13%は貧困線以下の生活を送っている。

### 人種
- 95.8% 白人
- 1.55% ヒスパニック
- 1.22% 先住民
- 0.56% アジア
- 0.28% 黒人
- 0.04% ポリネシア人
- 0.39% その他
- 1.66% 混血

## 交通
- 国道2号線が東西に通る。
- 市の北東13キロメートルにグレイシャー国立公園国際空港（en:Glacier Park International Airport）がある。

## 著名な出身者
- ブラッド・バード - アニメーション作家
- ミシェル・ウィリアムズ - 女優
- L・ロン・ハバード - 小説家